# Ernst Hartmann (företagare)
Ernst Leonard Hartmann, född 4 december 1864 i Stockholm, död 12 januari 1929 i Jönköping, var en svensk företagare.
Ernst Hartmann var son till bryggmästaren Johann Hartmann. Efter mogenhetsexamen i Stockholm 1882 utbildade han sig 1882–1886 till bryggare genom praktik vid olika bryggeriföretag i Sverige, Tyskland, Österrike, Belgien och Schweiz. Åren 1886–1887 bedrev han bryggeritekniska studier vid Brauakademie Weihenstephan i Freising i Tyskland. Hartmann var teknisk chef för C. G. Nyströms bryggeri i Norrköping 1887 och för Nürnbergs Bryggeri i Stockholm 1888–1894. År 1894 förvärvade han Krönleins bryggeri i Jönköping, som 1902 ombildades till aktiebolag, och Hartmann var sedan styrelseordförande och VD i bolaget, som under hans ledning starkt utvecklades. Hartmann kom att inta en central ställning inom svensk bryggeriindustri. Han var medlem i styrelsen för Svensk bryggareförening från 1897 och dess vice ordförande från 1900. Han var även 1895–1921 VD och ordförande i Jönköpings hotell AB, ordförande i AB Stadsparkens turisthotell, i AB Visingsö turisthotell, i Tidnings AB Smålands Allehanda och i olika bankföretag. 
Hartmann var även aktiv som kommunalpolitiker, stadsfullmäktig från 1899 och vice ordförande i stadsfullmäktige 1917–1919, ledamot av drätselkammaren 1899–1914 varav 1902–1914 som ordförande. Han tillhörde landstinget 1905–1928 och var 1907–1924 ordförande i dess förvaltningsutskott. I Jönköpings läns hushållningssällskap var han ledamot i förvaltningsutskottet och från 1900 och dess vice ordförande från 1923. Från 1923 var han ordförande i Jönköpings läns skogsvårdsstyrelse, 1907–1912 ordförande i Smålands och Blekinge handelskammare och ordförande i Sveriges allmänna fjäderfäavelsförening 1903–1927. Hartmann var även aktiv som författare, han var flitig medarbetare i svenska och tyska bryggeri-, fjäderfäavels- och fiskeritidskrifter, utgav Samlade bryggeritekniska uppsatser (1897), Meddelanden från Jönköpings fjäderfäavelsförening (1903–1907), Sveriges allmänna fjäderfäavelsförenings årsbok (1907), Boken om Tenhults herrgård (1912) och var VD i kommittéerna för utgivande av Jönköpings läns hushållningssällskaps 100-årshistoria, av Jönköpings historia och av Jönköpings stads gamla urkunder.